# Вильгельм де Варенн, 3-й граф Суррей
Вильгельм де Варенн (англ. William de Warenne, норманд. Guillaume de Warenne; ум. 19 января 1148) — англонормандский аристократ из дома де Варенн, 3-й граф Суррей, активный участник гражданской войны в Англии в период правления Стефана Блуаского.

## Биография
Вильгельм был старшим сыном Вильгельма де Варенна, 2-го графа Суррея, и Элизабет де Вермандуа, дочери Гуго Великого, графа Вермандуа. По материнской линии Вильгельм являлся правнуком французского короля Генриха I.
После смерти своего отца в 1138 году Вильгельм унаследовал титул графа Суррея и обширные владения в Йоркшире, Норфолке, Суссексе и некоторых других графствах Англии. В начавшейся в 1135 году гражданской войне в Англии между сторонниками Стефана Блуаского и императрицы Матильды, претендующих на королевский престол, Варенн поддержал Стефана. В 1141 году он участвовал в битве при Линкольне, во время которой войска Стефана потерпели тяжёлое поражение, а сам король был пленён. Варенн, однако, бежал с поля боя и продолжил борьбу с Матильдой. В сентябре 1141 года армия императрицы была разбита при Винчестере. Отряды Вильгельма де Варенна также приняли участие в этом сражении, а затем пленили Роберта Глостерского, лидера партии Матильды в Англии.
В 1147 году Вильгельм де Варенн присоединился к участникам Второго крестового похода в Палестину, организованного французским королём Людовиком VII. На марше через Анатолию Варенн был убит во время неожиданной атаки сельджуков.

## Дети
Вильгельм де Варенн был женат на Аделе де Монтгомери (ок. 1119 — 14 октября 1174), дочери Вильгельма III, графа Понтье. Их единственным ребёнком и наследницей владений дома де Варенн в Англии была дочь Изабелла де Варенн (1137 — 12 июля 1203). Она вышла замуж в 1153 году первым браком за Вильгельма де Блуа, младшего сына английского короля Стефана, после смерти которого сочеталась в 1164 году вторым браком с Гамелином, единокровным братом короля Генриха II Плантагенета. Потомки Изабеллы и Гамелина унаследовали титул графа Суррей и владения де Вареннов в Англии и также приняли фамилию де Варенн.